# Marielundskilden
Marielundskilden er en kilde, der ligger vest for Troldhedebanestien midt i Marielundsskoven, lidt nord for Marielundssøen. Det er en gammel helligkilde, hvis vand blev tillagt magiske egenskaber.
Skt. Hans aften besøgtes kilden af syge og svagelige mennesker i håb om helbredelse. Besøgende kunne f.eks. drikke kildens vand eller bade dårlige øjne i vandet.
Endvidere skulle kilden kunne hjælpe med kærligheden. Hvis en ung mand eller kvinde på Sankt Hans nat, kunne komme til at drikke samtidig med den hun/han var forelsket i, ville kærligheden blive gengældt og de ville blive gift.
Da jernbanen, Troldhedebanen skulle anlægges omkring 1. verdenskrig, var kilden i fare for at forsvinde. Det fik lokalhistorikeren P. Eliassen til at argumentere for kildens bevarelse og kilden blev reddet. I 1939 blev anlægget omkring kilden omlagt og kilden blev fredet januar 1968.